# Сыдыков, Журмбек Сыдыкович
Журмбе́к Сыды́кович Cыды́ков (20 сентября 1922 — 18 декабря 2018) — известный учёный в области гидрогеологии, педагог, доктор геолого-минералогических наук, профессор, Ветеран Великой Отечественной войны, академик Академии наук Казахстана, лауреат Государственный премии Казахской ССР в области науки и техник, заслуженный деятель науки Казахской ССР.

## Биография
Родился 20 сентября 1922 года в с. Аксу Аксуйского района Алма-Атинской области.
В 1940 году окончил Аксуйскую казахскую среднюю школу. По окончании школы был призван в армию. Первоначально служил в составе войск Забайкальского военного округа — в Монголии, в районе Халкин-Гол. Затем с начала 1942 года участвовал в Великой Отечественной войне в составе войск Брянского, Калининского, Западного фронтов и в районе Смоленска.
С 1944 по 1949 год учился на геологоразведочном факультете Казахского горно-металлургического института. В 1952 году успешно защитил кандидатскую диссертацию по геолого-минералогическим наукам. В 1965 году защитил диссертацию на соискание ученой степени доктора геолого-минералогических наук.
В 1980 году присуждена Государственная премия Казахской ССР в области науки и техники.

## Трудовая деятельность
- 1949—1952 — Аспирант и младший научный сотрудник Института геологических наук АН КазССР
- 1952—1954 — Младший научный сотрудник Института геологических наук АН КазССР
- 1954—1959 — Старший научный сотрудник Института геологических наук АН КазССР
- 1960—1965 — Заведующий сектором гидрохимии и опреснения Института геологических наук им. К. И. Сатпаева КазССР
- 1965—1984 — Заместитель директора только что созданного Института гидрогеологии и гидрофизики Академии наук Казахстана
- 1987—1984 — Академик-секретарь Земельного управления Академии наук Казахстана
- С 1994 года — Главный научный сотрудник Института гидрогеологии и гидрофизики им. У. М. Ахмедсафина НАН РК

## Научная деятельность
Автор 700 научных, исследовательских и производственных работ. Под его научным руководством подготовлено 10 докторов наук, 25 кандидатов наук.
На протяжении многих лет Сыдыков исследовал подземные воды в Центральном, Западном, Южном и Юго-Восточном Казахстане, выявляя природные и полезные ресурсы, а также исследуя способы использования большого количества пресных подземных вод и минеральных (лечебных, горячих, соленых) водных ресурсов. Он также курировал разработку гидрогеологических карт, обеспечение целинных земель, промышленных, сельскохозяйственных, подъездных дорог качественной питьевой водой, влияние грунтовых вод в каждом регионе на экономическое развитие и повышение благосостояния, защиту ресурсов. Обосновал теорию и методы прогноза изменения стока подземных вод в Аральском и Каспийском морях в связи с экономическим развитием. Под редакцией и непосредственным участием Журмбека Сыдыкова созданы гидрогеохимические карты Прикаспийской впадины (1962), Мугоджар (1964) и Казахстана в целом (1968 и 1970 гг.); при его участии составлена гидрогеохимическая карта СССР (по Казахстану) масштаба 1:2 500 000, опубликованная в 1976 г.

## Публикации
Основные научные работы:
- Подземные воды Мугоджар и Примугоджарских равнин. — Алма-Ата, 1966.
- Гидрогеология СССР: (Западный Казахстан). — Москва, 1971.
- Гидрохимические классификации и графики. — Алма-Ата, 1974.
- Гидрогеохимия Казахстана. — Алма-Ата, 1989.
- Балхашский сегмент: Подземные воды. — Алма-Ата, 1992.

1.	Ақ Еділ Қазақстанға бет бұрды // Пионер. — 1952. — № 3. — 12-
2.	Маңғыстау түбегі // Пионер. — 1952. — № 4. — 17-18 б.
3.	Маңғыстау түбегінде жер асты суларын мал жайылымдарына пайдалану жолдары // Социалистік кұрылыс. — 1952. — 24 июнь.
4.	Наша экспедиция в Прикаспии // Защитник Родины. — 1952. — 2 марта.
5.	Шире	использовать	подземные	воды	Прикаспия	// Прикаспийская коммуна. — 1952. — 24 июня.
6.	Гидрогеологические показатели нефтегазоносности Актюбинского Приуаралья и Западного Примугоджарья // Тезисы докладов совместной выездной сессии в Актюбинске. — М., 1960. — С. 61-63 (Соавт. И. Б. Дальян).
7.	Минеральные воды Северного Приаралья и условия их формирования // Изв. АН КазССР. Сер. геол. — 1960. — № 2. — С. 102—111. (Соавт. А. В. Сотников).
8.	Об организации гидрохимической лаборатории в Институте геологических наук АН КазССР // Вестн. АН КазССР. — 1960. — № 11. — С. 78.
9. Подземные воды верхнепалеозойских нефтегазоносных отложений Актюбинского Приуралья // Изв. АН КазССР. Сер. геол. — 1960. — № 1. — С.74-89. (Соавт. И. Б. Дальян).
10.	Подземные воды равнинных территорий Тургая и Северного Казахстана // Основные идеи Н. Г. Кассина в геологии Казахстана. — Алма-Ата, 1960. — С. 412—420. (Соавт. С. Мухамеджанов).
11. Жер асты суы сарқылмай ма? // Қазақстан коммунисі. — 1991. — № 8. — 25-32 б.
12.	Вода уходит в песок // Огни Алатау. — 1991. — 11 сент. (Соавт. В. И. Порядин).
13.	Выступление участников сессии Общего собрания Академии наук Казахской ССР // Вестн. АН КазССР. — 1991. — № 6. — С. 60-62.
14.	Из космоса виднее // Казахстан. правда. — 1991. — 14 нояб. (Соавт. В. И. Порядин).
15.	Использование и охрана подземных вод Казахстана // Вестн. АН КазССР. — 1991. — № 5. — С. 8-13. (Соавт. А. К. Джакелов).
16.	Использование подземных вод в Западном Казахстане // Проблемы развития производительных сил Западного Казахстана. — Алма-Ата, 1991. — С. 105—114. (Соавт. Т. К. Айтуаров).
17.	Концепция спасения Арала: Выступление // Вестн. АН КазССР. — 1991. — № 4. — С. 10-11.
18.	Ресурсы подземных вод долины р. Иргиз и их использование // Изв. АН КазССР. Сер. геол. — 1991. — № 4. — С. 77-19. (Соавт.: А. А. Васин, Н. Э. Зейберлих).
20.	Рынок без источников сырья? // Казахстан. правда. — 1991. — 21 дек. (Соавт.: А. Абдулин, Ш. Есенов).
21.	Защита объектов нефтегазового комплекса, населенных пунктов, промышленных и сельскохозяйственных сооружений от затопления и подтопления в береговой зоне Каспийского моря в связи с катастрофическим подъемом его уровня // Материалы второго Международного симпозиума «Вопросы осушения и экологии. Специальные горные работы и геомеханика». — Белгород, 1993. — С. 3-9.	(Соавт. М. А. Мухамеджанов).
22.	К интерпретации наблюдаемых изменений Каспийского моря // Доклады АН РК. — 1993. — № 5. — С. 45-49. (Соавт.: Э. Г. Боос, К. Б. Исентаев, Н. С. Покровский, В. В. Самойлов, Г. А. Шевелѐв).
23.	Концепция сохранения, стабилизации и восстановления Аральского моря // Вестн. НАН РК. — 1993. — № 2. — С. 52-57. (Соавт.: У. М. Султангазин, И. О. Байтулин, К. С. Салыков, Н. К. Мукитанов, К. Б. Исентаев, А. А. Турсунов).
24.	Опыт и результаты аэрокосмического мониторинга и картирования гидрогеологических процессов и систем в зонах экологического кризиса Казахстана − бассейнах Арала, Балхаша, Каспия // Тезисы докладов Международного научного семинара по аэрокосмическому мониторингу земных покровов и атмосферы. — Киев, 1993. — С. 89-91. (Соавт.: В. В. Веселов, О. В. Подольный, В. И. Порядин).
25.	О причинах современного подъема уровня Каспийского моря // Доклады АН РК. — 1993. — № 1. — С. 35-38. (Соавт.: Э. Г. Боос, Н. С. Покровский, Н. С. Шевелев).
26.	Быть или не быть науке в Казахстане. Обращение ученых к Президенту РК Н. А. Назарбаеву // Время. — 2010. — 18 янв. (Соавт.: С. З. Зиманов, С. А. Аманжолов и др.).
27.	Высоко водообильный структурно-гидрогеологический пояс Казахстана // Изв. НАН РК. Сер. геол. — 2010. — С. 66-69.
28.	Гидрогеологические условия распространения подземных хозяйственно-питьевых вод Арало-Торгайского гидрогеологического бассейна // Проблемы геологии и минерагении в развитии минерально-сыревых ресурсов. — Алматы, 2010. — С. 428—433. (Соавт. А. Ерменбай).
29.	Естественные ресурсы и эксплуатационные запасы слабоминерализованных подземных вод Казахстана // Ресурсы подземных вод. Современные проблемы изучения и использования. — М., 2010. — С. 109—117. (Соавт.: А. Г. Сатпаев, А. К. Джакелов).
30.	Куделин Борис Иванович (к 100-летию со дня рождения) // Изв. НАН РК. Сер. геол. — 2010. — № 1. — С. 93-94. (Соавт.: А. Г. Сатпаев, А. К. Джакелов).
31.	Развитие гидрогеологической науки в составе Института геологических наук им. К. И. Сатпаева // Изв. НАН РК. Сер. геол. — 2010. — № 3. — С. 45-48.
32.	Рациональное использование и охрана слабоминерализованных подземных вод Казахстана // Геологическая наука и индустриальное развитие Республики Казахстан. — Алматы, 2010. — С. 347—349. (Соавт.: А. Г. Сатпаев, М. А. Мухамеджанов).
33.	Сатпаев и гидрогеологические исследования в Казахстане // Академик К. И. Сатпаев. К 110-летию со дня рождения. — Алматы, 2010. — С. 25-31.
34.	Три структурно-гидрогеологических пояса — три разноводообильных региона Казахстана // Геология и охрана недр. — 2010. — № 3. — С. 76-79.
35.	Гидрогеология // Изв. НАН РК. Сер. геол. — 2011. — № 1. — С. 56-67. и др.

## Ученые звания
1. Доктор геолого-минералогических наук (1966)
2. Профессор (1968)
3. Академик Академии наук Казахстана (1989)
4. Член Международной ассоциации гидрогеологов (1984)

## Награды
Ордена:
1. Дружбы Народов (17.09.1982)
2. Отечественной войны 1 степени (11.03.1985)

Медали:
1. «За отвагу в Великой Отечественной войне в 1941—1945 гг.» (09.05.1945)
2. «За освоение целинных земель» (14.06.1956)
3. «20 лет Победы в Великой Отечественной войне 1941—1945 гг.» (07.05.1965)
4. «25 лет Победы в Великой Отечественной войне 1941—1945 гг.» (09.05.1970)
5. «30 лет Победы в Великой Отечественной войне 1941—1945 гг.» (06.05.1975)
6. «40 лет Победы в Великой Отечественной войне 1941—1945 гг.» (30.04. 1985)
7. «50 лет Победы в Великой Отечественной войне 1941—1945 гг.» (05.05.1995)
8. «60 лет Победы в Великой Отечественной войне 1941—1945 гг.» (14.05.2005)
9. «65 лет Победы в Великой Отечественной войне 1941—1945 гг.» (23.04.2010)
10. «За доблестный труд. В ознаменование 100-летия со дня рождения В. И. Ленина» (26.03.1970)
11. «60 лет Вооруженных сил СССР» (09.05.1978)
12. «70 лет Вооруженных сил СССР» (02.02.1988)
13. «Маршал Советского Союза Жуков Г. К.» (18.12.1996)
14. «Ветеран труда» (30.09.1982)
15. «Тыңға 50 жыл» (30.01.2004) (50 лет Целине)
16. «60 років визволения Украина віd фашистских заграбників» (12.04.2004)
17. «60 год вызваления республікі Беларусь ад немецко-фашисцких захопникау» (20.06.2005)
18. «Ерен еңбегі үшін» (8.12.2006)
19. «Астанаға 10 жыл» (10 лет Астане) (2008)

Другие награды:
1. Грамота Верховного Совета Казахской ССР (1961)
2. Почетная грамота Верховного Совета Казахской ССР (1974)
3. Лауреат Государственный премии Казахской ССР в области науки и техники (1980)
4. Заслуженный деятель науки Казахской ССР (1991)
5. Нагрудный знак «Қазақстан Республикасы геологиясындағы зор еңбегі үшін» (2001)